# Olimpíada d'escacs de 1984

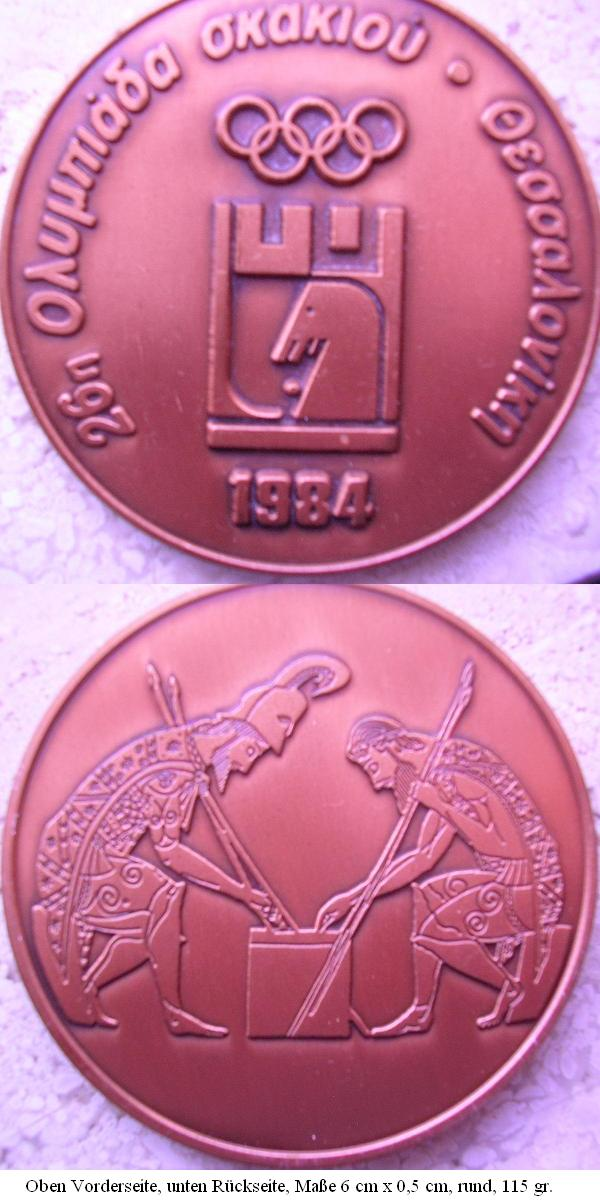
Medalla de l'olimpíada de Salònica de 1984.

L'Olimpíada d'escacs de 1984 fou un torneig d'escacs per equips nacionals que se celebrà entre el 18 de novembre i el 5 de desembre de 1984 a Tessalònica, Grècia. Va ser la vint-i-sisena edició oficial de les Olimpíades d'escacs, i va incloure tant una competició absoluta com una de femenina. També s'hi va celebrar, conjuntament, l'Assemblea General de la FIDE.

## Torneig obert
Al torneig obert hi participaren 88 equips, dos dels quals eren grecs, formats per sis jugadors (quatre titulars i dos de suplents), per un total de 521 jugadors, entre els qui hi havia una única dona. La competició es jugà per sistema suís, a 14 rondes.
El torneig el guanyà fàcilment la Unió Soviètica, a despit de l'absència d'Anatoli Kàrpov i Garri Kaspàrov (que estaven en aquell moment ficats en la lluita pel Campionat del món), i d'una derrota per 1,5-2,5 contra els Estats Units a la novena ronda. Darrere d'ells, els principals pretendents a la medalla d'argent foren els Estats Units, Anglaterra, Romania, i Hongria (malgrat una derrota per 4-0 contra els soviètics). Els estatunidencs, que havien arribat al segon lloc després de la vuitena ronda, foren superats pels anglesos a la penúltima, mercès a una victòria d'aquests últims contra Colòmbia per 3-1; la darrera ronda va arribar amb els Estats Units empatats amb Hongria (i enfrontant-se respectivament contra Bulgària i Cuba), i quedant aquests darrers quarts a només mig punt del bronze.

### Resultats per equips
| Pos.              | Equip          | Jugadors | Elo  | Punts |
| ----------------- | -------------- | --- | ---- | ----- |
| Medalla d'or      | Unió Soviètica | GM Aleksandr Beliavski, GM Lev Polugaievski, GM Rafael Vaganian, GM Vladímir Tukmakov, GM Artur Iussúpov, MI Andrei Sokolov      | 2610 | 41    |
| Medalla de plata  | Anglaterra     | GM Anthony Miles, GM John Nunn, GM Jonathan Speelman, GM Murray Chandler, GM Jonathan Mestel, MI Nigel Short                     | 2556 | 37    |
| Medalla de bronze | Estats Units   | GM Roman Djindjikhaixvili, GM Lubomir Kavalek, GM Larry Christiansen, GM Walter Browne, GM Lev Alburt, MI Nick De Firmian        | 2553 | 35    |
| 4                 | Hongria        | GM Lajos Portisch, GM Zoltán Ribli, GM András Adorján, GM Gyula Sax, MI József Pintér, MI Attila Grószpéter                      | 2596 | 34,5  |
| 5                 | Romania        | GM Mihai Şubă, GM Florin Gheorghiu, MI Mihail Viorel Ghindă, MI Valentin Stoica, MI Theodor Ghiţescu, MI Dan Bărbulescu          | 2470 | 33    |
| 6                 | RFA            | GM Robert Hübner, GM Eric Lobron, MI Stefan Kindermann, GM Hans-Joachim Hecht, MI Peter Ostermeyer, MI Ralf Lau                  | 2516 | 32,5  |
| 7                 | França         | GM Borís Spasski, MI Aldo Haïk, MI Bachar Kouatly, MI Jean-Luc Seret, MI Gilles Andruet, MI Thierry Manouck                      | 2485 | 32,5  |
| 8                 | Iugoslàvia     | GM Ljubomir Ljubojević, GM Predrag Nikolić, GM Bojan Kurajica, GM Vlatko Kovačević, GM Božidar Ivanović, GM Slavoljub Marjanović | 2561 | 32    |
| 9                 | Bulgària       | MI Kiril Gueorguiev, GM Evgueni Ermenkov, GM Vantzislav Inkiov, GM Petar Velikov, GM Nino Kirov, MI Yordan Grigorov              | 2470 | 32    |
| 10                | Països Baixos  | GM Jan Timman, GM Guennadi Sossonko, GM John Van der Wiel, GM Hans Ree, MI Paul Van der Sterren, MI Peter Scheeren               | 2554 | 32    |

### Resultats individuals
A més a més de les medalles per taulers i per la millor performance Elo, també s'atorgaren medalles per al millor solucionista de problemes d'escacs: la medalla d'or fou per l'anglès John Nunn.

#### MillorperformanceElo
|                   | Jugador                | País           | Tauler | Punts | Partides | Elo inicial | Performance |
| ----------------- | ---------------------- | -------------- | ------ | ----- | -------- | ----------- | ----------- |
| Medalla d'or      | GM John Nunn           | Anglaterra     | 2      | 10    | 11       | 2575        | 2868        |
| Medalla de plata  | GM Rafael Vaganian     | Unió Soviètica | 3      | 8,5   | 10       | 2625        | 2809        |
| Medalla de bronze | GM Aleksandr Beliavski | Unió Soviètica | 1      | 8     | 10       | 2600        | 2798        |

#### Primer tauler
|                   | Jugador                | País                    | Punts | Partides | Percentatge |
| ----------------- | ---------------------- | ----------------------- | ----- | -------- | ----------- |
| Medalla d'or      | Craig Van Tilbury      | Illes Verges Americanes | 9,5   | 11       | 86,4        |
| Medalla de plata  | MF Geoffrey Borg       | Malta                   | 9     | 11       | 81,8        |
| Medalla de bronze | GM Aleksandr Beliavski | Unió Soviètica          | 8     | 10       | 80          |

#### Segon tauler
|                   | Jugador              | País              | Punts | Partides | Percentatge |
| ----------------- | -------------------- | ----------------- | ----- | -------- | ----------- |
| Medalla d'or      | GM John Nunn         | Anglaterra        | 10    | 11       | 90,9        |
| Medalla de plata  | John Grantley Cooper | Gal·les           | 9     | 11       | 81,8        |
| Medalla de bronze | John Raphael         | Trinitat i Tobago | 9,5   | 12       | 79,2        |

#### Tercer tauler
|                   | Jugador                   | País           | Punts | Partides | Percentatge |
| ----------------- | ------------------------- | -------------- | ----- | -------- | ----------- |
| Medalla d'or      | GM Rafael Vaganian        | Unió Soviètica | 8,5   | 10       | 85          |
| Medalla de plata  | John Delaney              | Irlanda        | 8     | 11       | 72,7        |
| Medalla de bronze | MI Iván Morovic Fernández | Xile           | 9     | 13       | 69,2        |

#### Quart tauler
|                   | Jugador             | País      | Punts | Partides | Percentatge |
| ----------------- | ------------------- | --------- | ----- | -------- | ----------- |
| Medalla d'or      | Pricha Sinprayoon   | Tailàndia | 8     | 10       | 80          |
| Medalla de plata  | John Powell         | Jamaica   | 7     | 9        | 77,8        |
| Medalla de bronze | Frank Loheac-Ammoun | Líban     | 8,5   | 11       | 77,3        |

#### Cinquè tauler (primer suplent)
|              | Jugador                     | País       | Punts | Partides | Percentatge |
| ------------ | --------------------------- | ---------- | ----- | -------- | ----------- |
| Medalla d'or | Dewperkash Gajadin          | Surinam    | 7     | 9        | 77,8        |
| Medalla d'or | GM Jonathan Mestel          | Anglaterra | 7     | 9        | 77,8        |
| Medalla d'or | MI Javier Ochoa de Echagüen | Espanya    | 7     | 9        | 77,8        |
| Medalla d'or | GM József Pintér            | Hongria    | 7     | 9        | 77,8        |

#### Sisè tauler (segon suplent)
|                   | Jugador            | País            | Punts | Partides | Percentatge |
| ----------------- | ------------------ | --------------- | ----- | -------- | ----------- |
| Medalla d'or      | Gorden Comben      | Guernsey-Jersey | 7,5   | 10       | 75          |
| Medalla d'or      | Marios Schinis     | Xipre           | 7,5   | 10       | 75          |
| Medalla de bronze | MI Nick De Firmian | Estats Units    | 7,5   | 10       | 75          |

Tot i que els tres jugadors havien assolit la mateixa puntuació, l'estatunidenc De Firmian es va haver de conformar amb el bronze perquè una de les seves victòries havia estat per incompareixença.

## Torneig femení
Al torneig femení hi participaren 51 equips (dos dels quals eren grecs), compostos per un màxim de quatre jugadores (una de les quals, suplent), per un total de 202 participants. El torneig es disputà per sistema suís, a 14 rondes.
La lluita pel primer lloc que va implicar Bulgària i la Unió Soviètica; les búlgares varen romandre al primer lloc fins a la sisena ronda, però foren superades llavors per les soviètiques, que mantingueren la primera posició, augmentant la diferència fins a 4,5 punts d'avantatge a dues jornades pel final. Les búlgares van quedar en segon lloc la major part de la resta del torneig, amb un petit avantatge sobre Romania, que va guanyar la medalla de bronze després de superar la República Federal d'Alemanya i la Xina, gràcies a una victòria sobre Cuba per 3-0 en la dotzena ronda.

### Resultats per equips
| Pos.              | Equip           | Jugadores                                                                                          | Elo  | Punts |
| ----------------- | --------------- | -------------------------------------------------------------------------------------------------- | ---- | ----- |
| Medalla d'or      | Unió Soviètica  | GMF Maia Txiburdanidze, GMF Irina Levítina, GM Nona Gaprindaixvili, GMF Lidia Semenova             | 2335 | 32    |
| Medalla de plata  | Bulgària        | MFF Margarita Voiska, MIF Rumiana Gocheva, MIF Pavlina Chilingirova, MIF Stefka Savova             | 2105 | 27,5  |
| Medalla de bronze | Romania         | GMF Margareta Mureşan, GMF Elisabeta Polihroniade, GMF Daniela Nuţu, Gabriela Olăraşu              | 2180 | 27    |
| 4                 | RFA             | GMF Barbara Hund, MIF Gisela Fischdick, MIF Stepanka Vokralova, MIF Petra Feustel                  | 2232 | 26    |
| 5                 | R.P. de la Xina | GMF Liu Shilan, MIF Wu Mingqian, MIF An Yangfeng, Zhao Lan                                         | 2098 | 26    |
| 6                 | Hongria         | GMF Zsuzsa Veröci, GMF Mária Ivánka, MIF Ildikó Mádl, MIF Rita Kas                                 | 2218 | 25    |
| 7                 | Polònia         | GMF Hanna Ereńska-Radzewska, MIF Agnieszka Brustman, MIF Małgorzata Wiese, MIF Grażyna Szmacińska, | 2227 | 24,5  |
| 8                 | Anglaterra      | GMF Jana Miles, MIF Sheila Jackson, MIF Clare Whitehead, Susan Walker                              | 2137 | 24,5  |
| 9                 | Iugoslàvia      | GMF Milunka Lazarević, MIF Marija Petrović, MIF Suzana Maksimović, MIF Gordana Marković            | 2162 | 24    |
| 10                | Espanya         | MIF Nieves Garcia Vicente, María Luisa Cuevas Rodríguez, MIF Pepita Ferrer Lucas, Teresa Canela    | 2055 | 24    |

### Resultats individuals

#### MillorperformanceElo
|                   | Jugadora               | País           | Tauler | Punts | Partides | Elo inicial | Performance |
| ----------------- | ---------------------- | -------------- | ------ | ----- | -------- | ----------- | ----------- |
| Medalla d'or      | GMF Lidia Semenova     | Unió Soviètica | 4      | 9,5   | 10       | 2225        | 2505        |
| Medalla de plata  | GMF Pia Cramling       | Suècia         | 1      | 10,5  | 13       | 2405        | 2336        |
| Medalla de bronze | GM Nona Gaprindaixvili | Unió Soviètica | 3      | 8,5   | 10       | 2335        | 2329        |

#### Primer tauler
|                   | Jugadora               | País      | Punts | Partides | Percentatge |
| ----------------- | ---------------------- | --------- | ----- | -------- | ----------- |
| Medalla d'or      | GMF Pia Cramling       | Suècia    | 10,5  | 13       | 80,8        |
| Medalla de plata  | MIF Virginia Justo     | Argentina | 8,5   | 11       | 77,3        |
| Medalla de bronze | GMF Tatjana Lematschko | Suïssa    | 9,5   | 13       | 73,1        |
| Medalla de bronze | GMF Zsuzsa Veröci      | Hongria   | 9,5   | 13       | 73,1        |

#### Segon tauler
|                   | Jugadora                   | País      | Punts | Partides | Percentatge |
| ----------------- | -------------------------- | --------- | ----- | -------- | ----------- |
| Medalla d'or      | Céline Roos                | Canadà    | 9,5   | 13       | 73,1        |
| Medalla de plata  | GMF Elisabeta Polihroniade | Romania   | 9     | 13       | 69,2        |
| Medalla de bronze | Tine Berg                  | Dinamarca | 7,5   | 11       | 68,2        |

#### Tercer tauler
|                   | Jugadora               | País           | Punts | Partides | Percentatge |
| ----------------- | ---------------------- | -------------- | ----- | -------- | ----------- |
| Medalla d'or      | MIF Jussara Chaves     | Brasil         | 9     | 10       | 90          |
| Medalla de plata  | GM Nona Gaprindaixvili | Unió Soviètica | 8,5   | 10       | 85          |
| Medalla de bronze | Vivian Smith           | Nova Zelanda   | 7     | 9        | 77,8        |

#### Quart tauler (suplent)
|                   | Jugadora           | País           | Punts | Partides | Percentatge |
| ----------------- | ------------------ | -------------- | ----- | -------- | ----------- |
| Medalla d'or      | GMF Lidia Semenova | Unió Soviètica | 9,5   | 10       | 95          |
| Medalla de plata  | MIF Rachel Crotto  | Estats Units   | 9     | 11       | 81,8        |
| Medalla de bronze | Monique Ruck-Petit | França         | 5,5   | 7        | 78,6        |

## Participants
Varen participar en ambdós torneigs:
- Argentina
- Austràlia
- Àustria
- Bèlgica
- Brasil
- Bulgària
- Canadà
- R.P. de la Xina
- Colòmbia
- Cuba
- França
- Dinamarca
- Egipte
- Emirats Àrabs Units
- Finlàndia
- Gal·les
- RFA
- Jamaica
- Japó
- Grècia
- Hong Kong
- Índia
- Indonèsia
- Anglaterra
- Iraq
- Irlanda
- Islàndia
- Illes Verges Americanes
- Itàlia
- Iugoslàvia
- Malàisia
- Mèxic
- Noruega
- Nova Zelanda
- Països Baixos
- Polònia
- Portugal
- República Dominicana
- Romania
- Escòcia
- Espanya
- Estats Units
- Suècia
- Suïssa
- Trinitat i Tobago
- Turquia
- Hongria
- Unió Soviètica
- Zimbàbue

Participaren només al torneig open:
- Albània
- Algèria
- Andorra
- Angola
- Bangladesh
- Bermudes
- Brunei
- Txecoslovàquia
- Xile
- Xipre
- Filipines
- Jordània
- Guernsey-Jersey[6]
- Hondures
- Kenya
- Illes Fèroe
- Illes Verges Britàniques
- Israel
- Líban
- Líbia
- Luxemburg
- Mali
- Marroc
- Malta
- Mònaco
- Nigèria
- Pakistan
- Palestina
- Paraguai
- Papua Nova Guinea
- Puerto Rico
- San Marino
- Singapur
- Sri Lanka
- Surinam
- Tailàndia
- Tunísia
- Uganda

Guatemala va participar només al torneig femení.